# The Back Room
The Back Room é o álbum de estréia da banda inglesa de pós-punk Editors, lançado em 25 de julho de 2005. Ele foi indicado para o Mercury Prize de 2006, vendeu cerca de 402 mil cópias no Reino Unido e 500.000 cópias em todo o planeta.[carece de fontes?]

## Faixas
Todas as músicas foram compostas por Lay, Leetch, Smith, Urbanowicz.
1. "Lights" – 2:32
2. "Munich" – 3:46
3. "Blood" – 3:29
4. "Fall" – 5:06
5. "All Sparks" – 3:33
6. "Camera" – 5:02
7. "Fingers in the Factories" – 4:14
8. "Bullets" – 3:09
9. "Someone Says" – 3:13
10. "Open Your Arms" – 6:00
11. "Distance" – 3:38

## Disco bónus RU
Uma nova edição de The Back Room foi lançada no Reino Unido, com um segundo disco com "lados B" e faixas que não entraram no álbum oficial.
1. "Let Your Good Heart Lead You Home" – 4:48
2. "You Are Fading" – 4:30
3. "Crawl Down the Wall" – 3:34
4. "Colours" – 3:51
5. "Release" – 5:44
6. "Forest Fire" – 3:00